# ISO 1
ISO 1是由国际标准化组织定义的关于标准温度的国际标准。它将标准温度定为20摄氏度，它等于华氏68度或293.15开尔文。
由于热胀冷缩，精确的长度测量需要在确定的温度下进行。而比对测量亦可以用ISO 1定义的标准温度作为参考。国际度量衡委员会于1931年4月15日采用20°C作为标准温度，它在1951年成为ISO的1号标准，随后迅速在全世界范围内取代了包括0°C、62°F、25°C在内的其他温度标准。ISO将标准温度定为20摄氏度，是因为它是大多数车间的温度，且其对应的华氏度也是整数。